# Coatesville (Pennsylvania)
Coatesville ist ein Borough in Chester County im US-Bundesstaat Pennsylvania mit 13.350 Einwohnern (Stand: Volkszählung 2020). Es liegt etwa 65 km westlich von Philadelphia.
Durch den Ort fließt der westliche Zweig des Brandywine Creek, der sich rund 25 km flussabwärts von Coatesville mit dem östlichen verbindet, um schließlich im Delaware River aufzugehen.
Der Ort wurde im 19. Jahrhundert wegen seiner Stahlfabrikation als Pittsburgh des Ostens bezeichnet, aus deren Produktion u. a. Stahl für das World Trade Center geliefert wurde.

## Söhne und Töchter der Stadt
- John Allen (* 1982), Basketballspieler
- Theodore R. Cogswell (1918–1987), Science-Fiction-Autor
- Richard Hamilton (* 1978), Basketballspieler
- Charles Moore (1929–2020), Leichtathlet und Olympiasieger
- John Grubb Parke (1827–1900), Generalmajor der US Army
- Rod Perry (1941–2020), Schauspieler
- Zack Steffen (* 1995), Fußballspieler
- Johnny Weir (* 1984), Eiskunstläufer